# Flora Aurima-Devatine
Flora Aurima-Devatine, née le 16 octobre 1942 à Tahiti, est une autrice et enseignante française. Elle est directrice de l'Académie tahitienne et a été enseignante-chercheuse à l'Université française du Pacifique. Son parcours est marqué par un engagement en faveur de la culture polynésienne et des droits des femmes.

## Biographie
Flora Aurima-Devatine naît le 16 octobre 1942 au Pari, à Tahiti.
Elle fait ses études en France hexagonale. Elle revient ensuite à Tahiti et y enseigne l’espagnol, le tahitien et la poésie tahitienne. Elle enseigne d'abord au Lycée-Collège Pomare IV de Papeete de 1968 à 1997 puis à l’Université française du Pacifique de 1987 à 1995.
De 1979 à 1984, elle est Déléguée d’État à la Condition féminine en Polynésie. Elle crée le Conseil des femmes de la Polynésie française ainsi que la Journée de la femme en Polynésie en 1983. Elle est très engagée dans le Soroptimist International Club de Tahiti.

### Engagement pour la culture polynésienne
Flora Aurima-Devatine s'engage en faveur de la langue et de la littérature tahitiennes et de la culture polynésienne de manière plus générale.
En 1972, elle devient l'une des vingt premiers membres de l'Académie tahitienne, dont elle est la présidente depuis 2017 et l'une des dernières membres fondatrices encore en vie.
Trente ans plus tard, elle prend part à la création de la revue Littérama’ohi avec d'autres écrivains polynésiens comme Patrick Amaru, Michou Chaze, Danièle-Taoahere Helma, Jimmy Ly, Chantal T. Spitz et Marie-Claude Teissier-Landgraf. Jusqu'en 2010, elle est présidente de l'association qui édite la revue, dont l'un des objectifs est de « de faire connaître la variété, la richesse et la spécificité des auteurs originaires de la Polynésie française dans leur diversité contemporaine ».
En tant que membre de l'Académie tahitienne, elle participe à l'élaboration du dictionnaire tahitien-français. En 2021, l'Académie publie un dictionnaire bilingue illustré pour les enfants. Pour Flora Aurima-Devatine, il s'agit d'un ouvrage utile à la société, qui permettra aux enfants d'apprendre la langue tahitienne et aux familles de la parler davantage : « Ce dictionnaire est un outil à destination des enfants qui pourront interpeler leurs parents. Il peut recréer une ambiance intrafamiliale qui permettrait aux parents de reparler leur langue dans les familles. ».

### Une œuvre littéraire reconnue
Flora Aurima-Devatine écrit des poèmes, à la fois en français et en tahitien. Elle connaît les formes traditionnelles tahitiennes, comme l'’orero, le rauti tama’i, le faateni, le fa’atara, le paripari fenua, formes orales qu'elle s'approprie et adapte à l'expression écrite. Plusieurs de ses livres font partie de la bibliographie recommandée par le Ministère de l'Éducation nationale pour l'enseignement de la langue tahitienne pour les classes de première et de terminale.
En 1976, elle gagne le premier prix du concours de chants traditionnels de l’Association Tainui et la Maison des Jeunes – Maison de la Culture de Paofai. Elle écrit également pour les concours du Tiurai, fête tahitienne.
Jusqu'en 2001, elle écrit sous le pseudonyme de Viataire des poèmes en tahitien qui sont par la suite publiés sous le titre Les tablettes : te hiapo.
En 2015, le chorégraphe Moana’ura Tehei’ura s'inspire de son œuvre littéraire pour créer un spectacle qui mêle danse et lecture de textes.
En 2017, l'Académie Française lui remet le Prix Heredia, destiné aux auteurs de sonnets, pour Au vent de la piroguière - Tifaifai,, un recueil de poèmes sur son enfance en Polynésie. Elle dit y voir une reconnaissance pour la littérature polynésienne en général : « C’est une reconnaissance de nos auteurs, de la littérature d’ici. C’est le début d’une reconnaissance nationale. Cela dit publiquement, qu’il y a en Polynésie française des gens qui écrivent ».
En 2022, la revue Littérama’ohi publie un numéro hors-série dédié à son œuvre, notamment des poèmes traduits en anglais, ainsi qu'un commentaire sur la traduction en langue des signes française de quelques uns de ses poèmes.

## Distinctions
Elle est nommée chevalier de la Légion d'honneur en 2001 pour son action dans un centre d'information sur les droits des femmes. Elle est élevée au rang d'officier en 2013. En 2007, le Président de la Polynésie française, Gaston Tong Sang la nomme officier de l'ordre de Tahiti Nui. Elle reçoit le Prix Heredia de l'Académie Française en 2017. Cinq ans plus tard, elle est distinguée par l'antenne tahitienne de l'Union des femmes francophones d’Océanie (Uffo) en raison de son engagement pour les droits des femmes.
- Officier de la Légion d'honneur
- Officier de l'ordre de Tahiti Nui

## Liste de ses œuvres

### Œuvre littéraire
- Flora Aurima-Devatine, Les tablettes : te hiapo, 15 volumes, 1976-2001
- Vaitiare, Humeurs, 1980
- Flora Aurima-Devatine, Tergiversations et rêveries de l'écriture orale : te pahu a hono'ura, Pirae, Au vent des îles, 1998, 232 p. (ISBN 2-909790-69-X et 978-2-909790-69-5, OCLC 469647594, lire en ligne)
- Ernest Pépin, Jean-François SamLong, Flora Devatine et Georges Brédent, Partir sans passeport : nouvelles, Idem, 2012, 231 p. (ISBN 978-2-36430-003-3 et 2-36430-003-7, OCLC 864447700, lire en ligne)
- Flora Devatine, Au vent de la piroguière : tifaifai, Paris, Éditions Bruno Doucey, 2016, 140 p. (ISBN 978-2-36229-129-6 et 2-36229-129-4, OCLC 965366251, lire en ligne)

### Publications scientifiques
- Flora Devatine, Bernard Rigo et Annie Baert, L'espace-temps, vol. 2, Au vent des îles, 2005 (ISBN 2-909790-18-5 et 978-2-909790-18-3, OCLC 492441441)
- Problèmes rencontrés pour la conservation du patrimoine culturel et le développement des cultures océaniennes, Bulletin de la Société des Études Océaniennes n°206[25]
- Te manava ihotupu, la conscience polynésienne, Bulletin de la Société des Études Océaniennes[25]
- Y a‑t‑il une littérature ma’ohi ?, Bulletin de la Société des Études Océaniennes[25]
- Estelle Castro-Koshy, Flora Aurima-Devatine, Moana’ura Tehei’ura et Tokai Devatine, « Discussion sur « Pina’ina’i : écho de l’esprit et des corps » », Journal de la Société des Océanistes, nos 142-143,‎ 31 décembre 2016, p. 99–115 (ISSN 0300-953x, DOI 10.4000/jso.7603, lire en ligne)
- Flora Aurima Devatine, « Armfuls of Eclectic Pieces: Poetic-Photographic Essay », eTropic: electronic journal of studies in the Tropics, vol. 19, no 1,‎ 30 août 2020 (ISSN 1448-2940, DOI 10.25120/etropic.19.1.2020.3730, lire en ligne)

### Participation à des documentaires
- Marie-Hélène Villierme (réalisatrice et scénariste), Flora Devatine (narratrice), Laurent Lachiver (narrateur) et Clare Pasdelou (narrateur), L'Élu du peuple : Pouvanaa te Metua, Tuatau Production, cop. 2013 (lire en ligne)
- « Être femme au-delà des mers », sur France Inter, 6 août 2017 (consulté le 4 décembre 2022).
- Annick Ghijzelings (réalisation et scénario) et Flora Devatine (scénario), Ma'ohi Nui, in the Heart of the Ocean My Country Lies, Iota Production, 2 mai 2019 (lire en ligne)[26].